# Meu Tio Matou um Cara
Meu Tio Matou um Cara é um filme de mistério e romance brasileiro, lançado em 31 de dezembro de 2004, dirigido e escrito por Jorge Furtado. O filme é ambientado na cidade de Porto Alegre, capital do Rio Grande do Sul. Foi produzido pela Globo Filmes, em parceria com a Casa de Cinema de Porto Alegre.
Darlan Cunha, Deborah Secco, Sophia Reis, Dira Paes, Aílton Graça e Lázaro Ramos desempenham os papéis principais. A trilha sonora foi produzida por Caetano Veloso e André Moraes

## Sinopse
Éder (Lázaro Ramos) é preso ao confessar ter matado um homem. Duca (Darlan Cunha), um menino de 15 anos que é sobrinho de Éder, quer provar a inocência do tio. Ele tem certeza que o tio está assumindo o crime para livrar a namorada, Soraya (Deborah Secco), ex-mulher do morto. Duca também quer conquistar o coração de Isa (Sophia Reis), uma colega de escola que parece estar mais interessada em seu melhor amigo, Kid (Renan Gioelli). Para conseguir provar sua teoria, Duca recebe a ajuda de Isa e Kid nas investigações e contrata um detetive para tirar fotos do apartamento de Soraya.

## Elenco
- Lázaro Ramos .... Éder Fragoso
- Deborah Secco .... Soraya Wolker
- Darlan Cunha .... Luiz Eduardo "Duca" Fragoso
- Sophia Reis .... Isa
- Renan Gioelli .... Leonardo "Kid"
- Dira Paes .... Cléia Fragoso
- Aílton Graça .... Laerte Fragoso
- Júlio Andrade .... Detetive Cícero
- Sergio Lulkin .... Dr. Rogério
- Suelen de Sá .... Ana Paula

## Música
- "Soraya Queimada" - Zéu Britto
- "Pra te lembrar" - Caetano Veloso
- "É tudo no meu nome" - Rappin' Hood
- "Barato total" - Gal Costa e Nação Zumbi
- "(Nothing But) Flowers" - Caetano Veloso
- "Meu Tio Matou um Cara" - Sangue Moloko
- "Se essa rua" - Rappin' Hood e Luciana Mello
- "Suas armas" - Pitty
- "Por onde andei" - Nando Reis
- "Habla de mí" - Orquestra Imperial
- "A cidade (Se essa rua)" - Instrumental

## Principais prêmios e indicações
- Recebeu quatro indicações no Grande Prêmio Cinema Brasil, nas categorias de melhor roteiro, melhor trilha sonora, melhor edição e melhor ator (Lázaro Ramos), mas não ganhou em nenhuma categoria.